# Aeroportul Dubrovnik
Aeroportul Dubrovnik (IATA: DBV, ICAO: LDDU) este un aeroport din Čilipi⁠(d), Comuna Konavle, Dubrovnik-Neretva, Cantonul Dubrovnik-Neretva, Croația ce deservește zona Cavtat. Aeroportul a fost tranzitat în 2022 de 2.149.181 de pasageri. A fost deschis în 1962.
Situat la o altitudine de 161 m, aeroportul dispune de o singură pistă.